# Pontificia Biblioteca Antoniana
La Pontificia Biblioteca Antoniana è la biblioteca antica del convento della Basilica del Santo, a Padova.
Come quasi tutte le biblioteche francescane, era denominata semplicemente «libreria», e risale alle origini del convento della Basilica del Santo, che verso il 1240 era in costruzione come «nobile monasterium». La storia della biblioteca si intreccia con quella della comunità dei Frati Minori Conventuali, dal medioevo ad oggi custodi del santuario. Caso forse unico in Italia tra le antiche biblioteche francescane, si è conservata sostanzialmente integra fino ai nostri tempi sfuggendo a razzie, dispersioni, confische. 

## Descrizione
Quello che è definito il «Salone settecentesco» è stato costruito contemporaneamente al Chiostro del Generale dal quale si accede. È del 1430 circa e, almeno dal 1449 (data cui si deve far risalire la nuova sistemazione dei manoscritti), la Biblioteca ha sempre occupato la sede attuale. L'edificio subì gravi danni specialmente per l'assedio dei Veneziani durante la guerra della Lega di Cambrai dal 1509 al 1517. L'attuale aspetto è della fine del Seicento, la decorazione è dei primi anni del Settecento. La decorazione che inquadra il rosone centrale del soffitto è di Ferdinando Focchi, di scuola bolognese, il rosone centrale del 1702 è di Giovanni Antonio Pellegrini. Rappresenta l'Immacolata assunta in cielo ed esaltata dai Santi Francescani: Bernardino da Siena, Bonaventura da Bagnoregio, Duns Scoto e discepoli, Antonio di Padova.
Ornano il Salone due preziosi globi, l'uno terrestre e l'altro celeste, opera del padre Vincenzo Coronelli (1650-1718), cosmografo ufficiale della Repubblica di Venezia e sovrintendente di tutto il sistema fluviale dell'impero austro-ungarico. Gli armadi risalgono ai primi due decenni del 1700. Sono opera del padovano Antonio Pamìo. Tutti rivestiti in radica di noce, sostituiscono quelli costruiti nel 1631.
Molti uomini famosi e celebri passarono per questo Salone. Qui, tanto per fare alcuni nomi, si formarono allo studio Francesco della Rovere, il futuro papa Sisto IV, Matteo Ferchio, Bartolomeo Mastri, Filippo Faber, Francesco di Sales, Nicolò Tommaseo, Antonio Rosmini e Angelo Bigoni.

## L'epoca delle soppressioni ottocentesche
La Biblioteca passò un brutto momento nel periodo napoleonico. Per due volte i commissari francesi tentarono di asportare i manoscritti, come fecero per altre biblioteche. Fu il bibliotecario, padre Bonaventura Perissuti, che riuscì a salvare la Biblioteca, come fece per tutti i reliquiari della Basilica. Tre carri di argenterie (candelabri, lampade artistiche, oggetti preziosi, tra cui la famosa «città d'argento» che riproduceva tutta Padova trecentesca in cesello, opera di Ettore Fioravanti) Napoleone riuscì ad asportare dalla Basilica, e tutto fece fondere.
Nel 1810 il decreto napoleonico di soppressione degli istituti religiosi costrinse i frati ad una presenza ridotta, quali semplici ufficiatori e custodi della Basilica, fino al 1826, quando la comunità poté ricostituirsi sotto il dominio austriaco. Un'altra crisi derivò dall'annessione del Veneto al Regno d'Italia con l'applicazione di leggi ostili agli ordini religiosi. A preservare la Biblioteca Antoniana dalla dispersione era stata, all'arrivo dei francesi a Padova nel 1797, l'accortezza del bibliotecario padre Bonaventura Perissuti, poi nel 1810 fu l'intervento della Veneranda Arca di Sant'Antonio, l'antico ente cittadino preposto alla conservazione e abbellimento del Santuario, che rivendicò la proprietà della Biblioteca, sottraendola così alla soppressione decretata per la comunità religiosa.

## Il Novecento
In seguito agli accordi intercorsi tra la Santa Sede e il Regno d'Italia nel 1929 (Patti Lateranensi) e in applicazione dei regolamenti conseguenti (1932), la Biblioteca Antoniana come tutte le altre realtà annesse al «Complesso Antoniano» (Basilica e Convento) passò sotto la giurisdizione diretta del Sommo Pontefice. Dal 1932 pertanto la Biblioteca ha acquisito il titolo di biblioteca «pontificia».

## Patrimonio librario

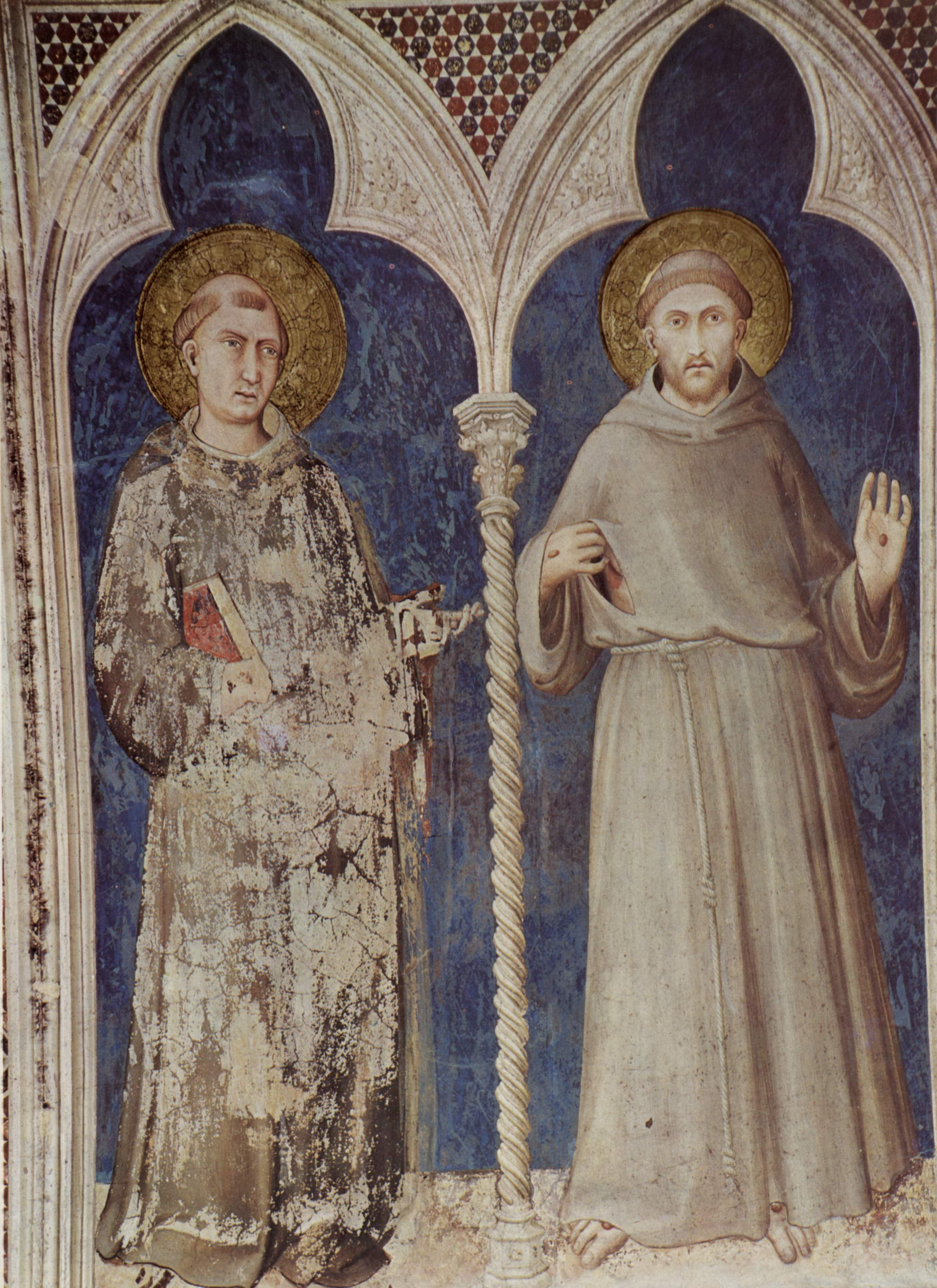
Sant'Antonio di Padova e san Francesco d'Assisi (Simone Martini)

Il primo nucleo della raccolta libraria si ricollega sicuramente all'attività didattica subito avviata nel piccolo convento originario da sant'Antonio di Padova († 1231), non solo predicatore popolare, ma primo «lettore» di teologia nell'Ordine, con l'approvazione di Francesco d’Assisi. Un primo inventario dei manoscritti fu redatto nel 1396, poi rifatto e ampliato nel 1449. Essa arrivò a possedere in quell'epoca più di mille manoscritti. Entrambi questi inventari sono tuttora custoditi nella biblioteca.
Quali «pietre di fondazione» sono considerate due donazioni documentate: nel 1237 magister Aegidius, canonico della cattedrale di Padova, legava nel testamento ai frati un codice contenente i Sermones di sant'Antonio (da identificare forse con l'attuale ms. 720, alla base dell'edizione critica dell'opera antoniana); verso il 1240 il canonico della cattedrale Uguccione, nipote del vescovo di Padova Iacopo Corrado, donava al convento del Santo una preziosa Bibbia glossata parigina in 25 volumi, con miniature di magister Alexander, a capo di uno dei principali atelier di Parigi.

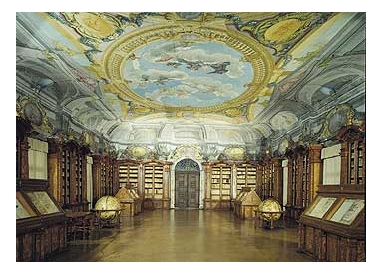
Salone Settecentesco

La raccolta crebbe attraverso donazioni, lasciti e il lavoro di copisti interni. Un capitolo provinciale tenuto a Padova nel 1291 stabiliva infatti che nei conventi principali (anzitutto Padova e Venezia) vi fosse sempre un copista, per fornire alla biblioteca gli strumenti necessari per la formazione teologica e culturale. La finalità caratterizzante della biblioteca rimase infatti la preparazione dei frati per l'attività pastorale, soprattutto la predicazione, a cui si aggiunse l'insegnamento universitario della filosofia e della teologia in via Scoti nella Facoltà delle arti, affidato a docenti conventuali (le dottrine di Aristotele e di Giovanni Duns Scoto esprimono le tendenze dominanti). 
Un nucleo ben nutrito è formato dai sermonari medievali; sono importanti i manoscritti di autori classici: Sallustio, Orazio, Cicerone, Terenzio, Lucano, Plutarco, Seneca. Molti sono i codici provenienti da officine librarie rinomate, ma la maggior parte sono manoscritti a opera di amanuensi religiosi o maestri che se li procuravano ad uso personale spostandosi da uno studio generale all'altro. Tra questi si segnala il manoscritto di Gioacchino da Fiore codice 322 contenente il poema De Gloria Paradisi (Visio Admirandae Historiae) del XII secolo.
Dopo l'invenzione della stampa seguirono, in tempi progressivi, vari cataloghi delle opere esistenti, il più esauriente dei quali è quello compilato dal padre Bonaventura Perissuti che è ancora conservato in manoscritto. Nel secolo scorso il padre Minciotti stampò un Catalogo dei manoscritti, in seguito ristampato e lievemente ampliato dal padre Antonio Iosa. Ora i codici sono descritti in un'opera a due volumi redatta dai padri Giuseppe Abate e Giovanni Luisetto. Di particolare pregio sono le legature di molti codici.
La Biblioteca assunse un gran prestigio dal 1630, anno in cui fu istituito al Santo il «Collegio dei Teologi», privilegio concesso dal papa Urbano VIII, su pressione della Repubblica di Venezia.
Il patrimonio librario della Biblioteca è di circa 90.000 volumi, tra i quali alcune opere uniche, 200 incunaboli, più di 3.500 cinquecentine. 
Di pregiato valore il fondo delle cinquecentine ebraiche, molte delle quali sono a tutt'oggi copie uniche in tutto il territorio europeo.
La più cospicua preziosità sono però i codici, il più antico dei quali sembra risalire al secolo IX. Vi sono altri manoscritti dell'anno Mille che, quasi con certezza, sono passati per le mani di sant'Antonio e, tra questi, si conserva qualche pezzo unico di opere fino ad ora non rintracciate in nessun'altra parte d'Europa.
La Biblioteca conserva 41 grandi corali, tutti in pergamena, ivi trasferiti dal Coro della Basilica nel 1907; i più preziosi sono miniati da Niccolò da Bologna e dalla sua scuola. L'incendio del 1749 ne distrusse quattordici, subito rifatti in pergamena dalla Presidenza dell’Arca e decorati dal padre Giuseppe Cognolato con fine senso artistico, sono tuttora molto ammirati.
La collezione degli autografi (lettere e corrispondenze varie, dal 1300 al 1900) è in fase di inventariazione; tra questi si segnala la famosa lettera di Ghezo a Vanni del 1314, un documento di particolare interesse nello studio della lingua italiana.

## Archivio Musicale
Nella Basilica del Santo esiste fin dalle origini una tradizione musicale, che ha reso più splendide le celebrazioni e offerto ai pellegrini un'accoglienza festosa: il canto gregoriano, anzitutto, con le voci corali dei frati diretti dal maestro di musica liturgica, poi le più impegnative e complesse esecuzioni della Cappella Musicale della Basilica del Santo.
A testimoniare oggi il canto corale dei religiosi nei primi secoli di presenza restano i 24 grandi antifonari e graduali miniati del Trecento custoditi nella Biblioteca Antoniana.
La data ufficiale di fondazione della Cappella è il 28 dicembre 1486. Primo maestro chiamato a dirigerla fu padre Pietro di Beaumont (Provenza). Già in precedenza, tuttavia, seppure in forma occasionale, e seguendo l'evoluzione della musica di chiesa, si ebbero nella Basilica notevoli manifestazioni musicali. Viene ricordata la Missa sancti Antonii del celebre compositore quattrocentesco Guillaume Dufay, che si ritiene sia stata eseguita per la prima volta al Santo, per l'inaugurazione dell'altare maggiore di Donatello, nel 1450.
Prima e dopo l'istituzione della Cappella, la Basilica del Santo, con la presenza di musicisti italiani e stranieri generalmente francescani conventuali, è stata “punto d'incontro e centro della diffusione del gusto e degli stili musicali attraverso l'intera Europa” (Pierluigi Petrobelli). Dai documenti si rileva la presenza di Giovanni di Francia come “maestro di musica” al Santo nel 1444, dell'organista Bernardo d'Alemagna dal 1438 al 1473, del cantore e maestro Giovanni di Borgogna nel 1475, di Bonaventura di Polonia del 1577 al 1580, del compositore e organista boemo Bohuslav Matěj Černohorský dal 1715 al 1719 e dal 1731 al 1741.

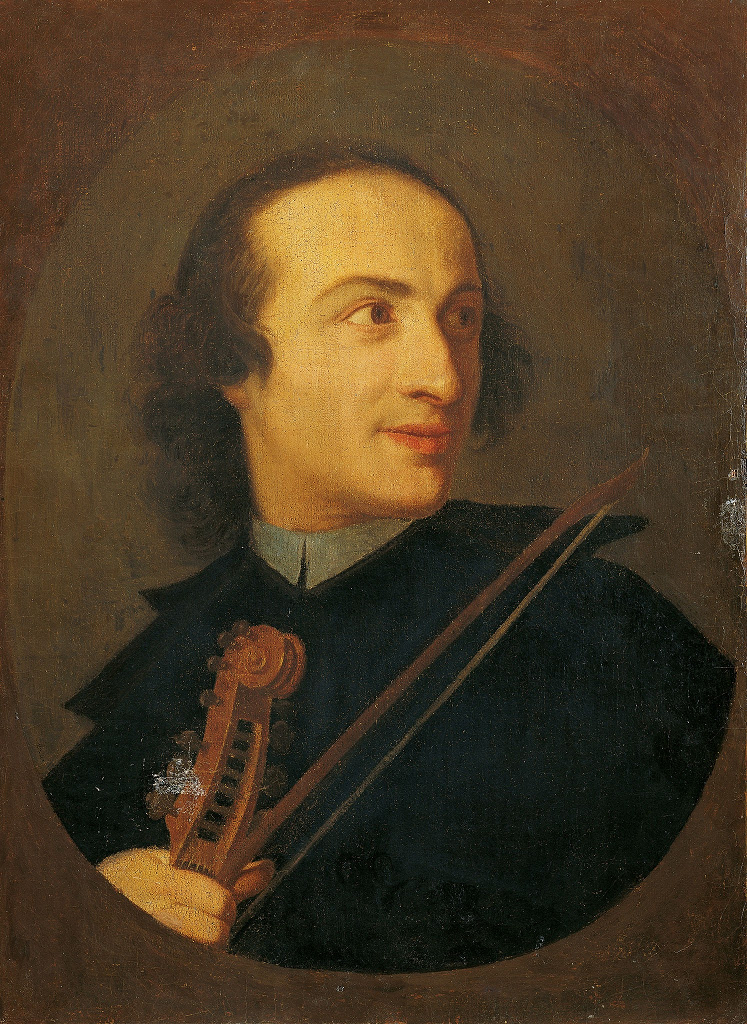
Giuseppe Tartini

Un primo periodo glorioso nella storia della Cappella musicale della Basilica si ebbe nel Cinquecento con la guida prima di Rufino Bartolucci di Assisi, nel 1520-25 e nel 1531-32 poi di Costanzo Porta, cremonese († 1601), maestro dal 1565 al 1567 e dal 1595 al 1601. Allievo di Adrian Willaert e condiscepolo di Gioseffo Zarlino, autore fecondo, eccellente contrappuntista e fondatore delle cappelle musicali di Ravenna e Loreto, padre Porta fu una delle maggiori figure della musica nel Rinascimento italiano, per la qualità delle sue composizioni sacre e profane e per l'influenza esercitata su un'intera generazione di giovani compositori. Si era accresciuto intanto il numero dei cantori, e agli organi si aggiungevano altri strumenti musicali. Anche il Seicento vide un accrescersi del numero dei cantori e l'introduzione di nuovi strumenti musicali, e il successo del bel canto che riempiva la Basilica di ascoltatori.
Il secolo d'oro per la Cappella musicale antoniana fu indubbiamente il Settecento, con tre maestri prestigiosi che si succedono: il veneziano Francesco Antonio Callegari, dal 1703 al 1727; il vercellese Francesco Antonio Vallotti, per ben 50 anni, dal 1730 al 1780; infine Luigi Antonio Sabbatini, di Albano, dal 1786 al 1809. A questi nomi di maestri di cappella, compositori e trattatisti noti in tutta Europa, si aggiunge quello del celebre Giuseppe Tartini († 1770), dal 1721 al 1765 primo violino e capo dei concerti nella Cappella antoniana. Indicativa del livello qualitativo raggiunto dalla Cappella antoniana è la sosta di Leopold e Wolfgang Amadeus Mozart a Padova nel 1771 (14 marzo), per incontrare padre Vallotti.
Dopo un periodo di oscurità nell'Ottocento per le vicende politiche e un volgersi del gusto verso la musica da teatro, si ebbe una ripresa alla fine del secolo e nel successivo, con la riforma della musica sacra, e con l'apporto di due notevoli direttori laici: il bresciano Giovanni Tebaldini (1864-1952) e il padovano Oreste Ravanello, direttore della cappella dal 1897 al 1938, fervido promotore della rinascita della musica sacra e organistica.
A documentare la storia e l'attività della Cappella Musicale della Basilica del Santo rimane l'Archivio Musicale della Cappella (ricercato soprattutto per gli autografi di Tartini), situato presso la Biblioteca Antoniana.